# Turistická známka

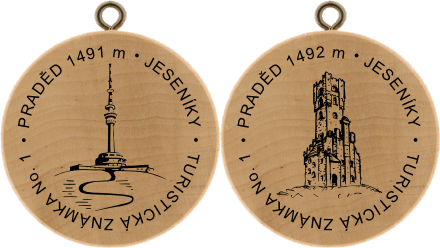
Turistická známka č.1 - Praděd

Turistické známky jsou sběratelské turistické suvenýry v podobě malé dřevěné plakety. Označují vždy nějaké významné místo (tzv. turistické známkové místo), a to například v kategorii historická města, rozhledny, vodácké řeky, pohoří, hrady, zámky, jeskyně atd. K lednu 2025 existovalo v České republice celkem 2970 známkových míst, tedy druhů známek.

## Kategorie Turistických známek
Za nasbírání Turistických známek s libovolnými deseti po sobě jdoucími pořadovými čísly (prokazuje se číslovanými samolepicími kupóny) má sběratel nárok na tzv. Prémiovou turistickou známku. Za každou další podobně získanou desítku obdrží Prémiovou známku s jinými motivy. K lednu 2025 existovalo celkem 297 takovýchto unikátních prémiových známek
Kromě toho se vydávají také tzv. Výroční turistické známky (VTZ) u příležitosti nějaké události, či výročí. Tyto známky lze obvykle koupit pouze na daném místě a mnohdy i v omezeném čase. V některých případech dochází i ke tvorbě tzv. Speciálních edic, tedy několika VTZ vydaných ke stejné příležitosti. Většinou vycházejí pro akce pořádané KČT a organizací Junák. V roce 2014 je doplnila edice Neobjevené památky, v roce 2013 edice Významná liberecká výročí, Otevřte 13. komnatu a Rychlé šípy slaví 75 let a v roce 2012 pak edice Putování za významnými osobnostmi z Čech, Moravy a Slezska. V letech 2014 a 2015 vyšla také edice Neobjevené památky. V roce 2016 vznikly edice 100 let od úmrtí císaře Františka Josefa I., Brno a 700. výročí od narození Karla IV. Do konce roku 2018 vznikly další speciální edice – např. Labská stezka, Brány Jeseníků, 100. výročí vzniku ČSR, Poutní Cesta Loreta Praha – Křemešník, Graselovy stezky či Husitská kulturní stezka. V posledních letech pak přibyla edice Putování za Santinim či Poutní cesta Brno – Svatá Hora u Příbrami.
V roce 2015 pak přibyly také Sportovní turistické známky (STZ), představující upomínku na významné sportovní akce. První STZ byla věnována Mistrovství světa v ledním hokeji 2015.
Speciálním typem jsou tzv. turistické známky PF a Vánoční turistické známky, které vycházejí na začátku roku a nejsou běžně dostupné na známkových místech. Většinou se dají zakoupit pouze v e-shopu.

## Putovní turistická známka
Na jednom určitém místě se dá v průběhu roku zakoupit kromě klasické Turistické známky také tzv. Putovní turistická známka. Ta se vyrábí od roku 2000, každý rok se nachází na jiném místě a také její podoba je jiná.
- V roce 2000 reflektovala založení nového NP - České Švýcarsko.
- V roce 2001 bylo motivem celoevropské setkání turistů v Bruselu - Eurorando 2001. Umístěna byla na Komáří Vížce v Krušných horách.
- V roce 2002 se motivem stalo částečné otevření Svatojakubské cesty. Známka byla k dostání v obci Hrčava na Jablunkovsku.
- V roce 2003 byl motiv známky výročí 25. let Specifické turistiky zdravotně postižených, organizované ve spolupráci Klubu českých turistů a Českého svazu tělesně postižených sportovců. Sehnat se dala na hradě Rabštejn.
- V roce 2004 bylo motivem 10. výročí mezinárodního roku OSN. Zakoupit ji bylo možné na hoře Luž.
- V roce 2005 šlo tuto známku sehnat na zámku v Milešově. Jejím motivem se stalo 100. výročí od narození Jana Wericha.
- V roce 2006 byla motivem známky pověst o čertovi, který nechal při stavbě mostu ve Zdobnici (kde bylo možné známku pořídit) hromady kamení.
- V roce 2007 byly motivem známky Bílé Karpaty - Tvarožná Lhota. V této obci šlo známku sehnat.
- V roce 2008 byl motivem Euroregion Elbe - Labe. Zakoupit ji šlo na prodejním místě v Tiských stěnách.
- V roce 2009 se motivem stal mezinárodní rok astronomie. Umístěna byla na prodejní místo na Luckém vrchu.
- V roce 2010 se motivem stalo 100 let od uskutečnění letu prvního českého pilota Jana Kašpara. Pořídit se dala v Jarošově mlýně.
- V roce 2011 byl motivem známky "Počátek kosmického věku 1961 - 2011" (rok vzletu prvního člověka do vesmíru). K zakoupení byla ve hvězdárně Ondřejov.
- V roce 2012 bylo motivem putovní známky 800 let od vydání Zlaté buly Sicilské. K dostání byla na hradě Lukov.
- V roce 2013 se na putovní známce objevil jako motiv Karel Huss - poslední chebský kat, kronikář, kustod.. Umístěna byla na hradě Seeberg - Ostroh u Chebu.
- V roce 2014 se jednalo o známku, která byla k dostání v Uherčicích na téma 100 let od vypuknutí 1. světové války.
- V roce 2015 byla tato známka umístěna v Husinci a jejím motivem bylo 600 let od upálení Mistra Jana Husa.
- V roce 2016 bylo motivem známky 100 let od úmrtí Jacka Londona - podle jeho nejslavnějšího románu Volání divočiny a nacházela se u Nýznerovských vodopádů.
- V roce 2017 nesla motiv připomínající 130 let od počátků lyžování v českých zemí a nacházela se ve Františkově.
- V roce 2018 byla putovní turistická známka umístěna na vrchu Boreč a připomínala 500 let od vydání Klaudiánovy mapy.
- V roce 2019 byla umístěna při Naučné stezce Bludovská stráň. Motivem se stala první namalovaná turistická značka.
- V roce 2020 ji bylo možné zakoupit v obci Lipová na Děčínsku, která se v roce 2019 stala "Vesnicí roku".
- V roce 2021 byla motivem známky Jabloň u Lidmanů na Náchodsku - 70 let stará reneta blenheimská - vítězka ročníku strom roku 2020.
- V roce 2022 byla umístěna na Svatojánské proudy a vztahovala se k výročí 300 let od umístění první sochy svatého Jana Nepomuckého do této lokality. [6]
- V roce 2023 bylo motivem Putovní známky 100 let od narození Ladislava Fukse - spisovatele, autora románové předlohy filmu Spalovač mrtvol. K dostání byla v pardubickém infocentru.
- V roce 2024 nese známka motiv Karla Ludvíka Jana Josefa Vavřince Rakouského - panovníka habsbursko-lotrinského rodu, jenž je spojen s Třineckem a Slezskem. Známku lze zakoupit v Třinci ve skanzenu  Dřevěnky na Borku nebo v Muzeu Třineckých železáren.

## Návštěvnické centrum Turistických známek
V roce 2020 se firma Turistické známky přestěhovala z Janovic přímo do centra města Rýmařov. Zde opravuje starou historickou budovu bývalého gymnázia z roku 1872. V květnu 2020 zde bylo otevřeno Návštěvnické centrum Turistických známek, kde jsou k vidění všechny Turistické známky z naší republiky, ale i ty ze zahraničí, které se v Rýmařově rovněž vyrábí. Dozvíte se zde o historii vzniku Turistických známek, k vidění jsou originální 3D velkoplošné pohlednice známkových míst či 3D mapa Jeseníků. Sběratelé si v Návštěvnickém centru mohou doplnit svou sbírku chybějících Turistických známek, je však třeba pamatovat na doložení důkazů o návštěvě místa – v zájmu zachování pravidel sběratelské hry. Každá Turistická známka má svou sběratelskou hodnotu – na jiném místě než na místě známkovém je nelze koupit.

## Zajímavosti
Největší turistická známka na světě v roce 2008 vážila 40 kilogramů a znázorňovala motiv skupinky turistů mířících ke staré (dnes již neexistující) rozhledně na vrcholu Pradědu.
Tým Turistických známek vydává od roku 1998 mapové atlasy spojené s touto sběratelskou turistickou hrou. V Atlasu turistických známkových míst 2012 je na mapách v měřítku 1 : 200 000 uvedeno umístění 1900 známkových míst existujících k 1. květnu 2012. Atlas v rozsahu 168 stran má i textovou část. Další vydání Atlasu turistických známkových míst bylo v roce 2016 a v novém formátu také roku 2021.
V současné době se v České republice nachází 29 míst, která o svou turistickou známku přišla - byla buď zrušena, případně se proměnila natolik, že přestala být turistickým cílem (kupř. tvrz v Dřevčicích, či Anenská huť).